# Ulrich van Augsburg

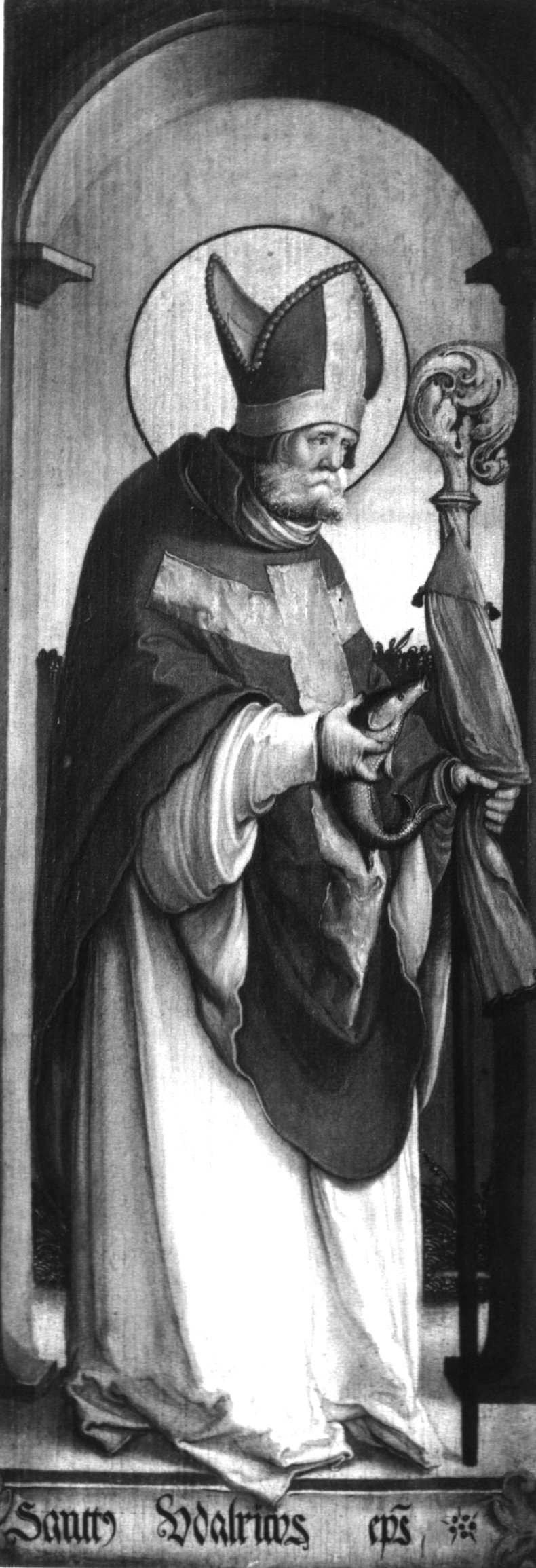
Heilige Ulrich met staf en vis

De heilige Ulrik van Augsburg (Augsburg, 890 - Augsburg, 4 juli 973), ook wel met een Duitse naam Ulrich of met een Latijnse Uodalricus of Odalricus genoemd, was een Duits bisschop. Hij was de zoon van de graaf van Dillingen en werd in 923 door koning Hendrik de Vogelaar benoemd tot bisschop van Augsburg. Deze stad werd in die tijd voortdurend bedreigd door invallende Hongaren. Daarom liet Ulrich de houten verdedigingswallen in 926 vervangen door een stadsmuur. Hij had in 955 een groot aandeel in de slag op het Lechveld, waarbij de Hongaren werden verslagen.
Ulrich is de eerste persoon, die werd heiliggesproken als gevolg van canonisatie (heiligverklaring). Paus Johannes XV verkondigde de positieve bevindingen op 3 februari 993, waarmee Ulrich ook officieel heilig was en dus als zodanig vereerd mocht worden.
Ulrich wordt voorgesteld als bisschop. Soms te paard, omdat hij meevocht tegen de Hongaren. Staande heeft hij een boek vast met een vis erop. Dat is het symbool van matigheid en hij zou een keer een stuk vlees in vis veranderd hebben toen een ongelovige het vasten belachelijk maakte. Soms heeft hij een rat bij zich (De grond van zijn graf zou een rattenplaag hebben verijdeld). Ook is er regelmatig een bedelaar naast hem te zien aan wie hij een hele mantel schenkt (als verschil met Sint-Maarten), af en toe heeft hij een engel met een kromstaf en een kelk (een engel kwam eens de kelk brengen toen hij op extreem hoge leeftijd de mis wilde opdragen). Soms draagt hij een miskazuifel onder zijn bisschopskleding. 
Ulrich is de patroonheilige voor vissers, wevers en wijnbouwers en wordt aangeroepen tegen muizen- en rattenplagen, overstromingen, koorts, oogziekten en hondenbeten. Zijn feestdag is 4 juli.
De voormalige gemeente Sint-Ulriks-Kapelle (gefusioneerd met Dilbeek) is naar hem genoemd. Ook de parochiekerk is aan hem gewijd.
- Bibliothèque nationale de France: cb131783766 (data)
- Gemeinsame Normdatei: 118625284
- Historisch woordenboek van Zwitserland: 013020
- International Standard Name Identifier: 0000 0003 9944 0884
- Library of Congress Control Number: n84189313
- Nationale Bibliotheek van Tsjechië: jo2006333757
- Nationale Bibliotheek van Israël: 987007271093505171
- Nederlandse Thesaurus van Auteursnamen: 089765869
- Réseau des bibliothèques de Suisse occidentale: 02-A012804545
- SNAC: w6zk81cr
- Système universitaire de documentation: 136064000
- Virtual International Authority File: 293623348
- WorldCat: E39PBJmxXgd8Gdtx6HKvv43bBP